# تيموتوز بوشاز
تيموتوز بوشاز (مواليد 23 يناير 1999) هو لاعب كرة قدم بولندي يلعب في مركز الظهير الأيسر في نادي يونيون برلين.